# La Vie parisienne (film)
La Vie parisienne is een Franse filmkomedie uit 1936 onder regie van Robert Siodmak. De film werd destijds in Nederland uitgebracht onder de titel Het Parijse leven.

## Verhaal
Een Braziliaanse zakenman verzet zich tegen het huwelijk van zijn dochter met een Parijzenaar. Zijn vader en een voormalige operettediva, die rond de vorige eeuwwisseling een romance hebben gehad, trachten hem te bekeren tot het frivole Parijse uitgaansleven.

## Rolverdeling
| Acteur              | Personage       |
| ------------------- | --------------- |
| Max Dearly          | Ramiro Mendoza  |
| Conchita Montenegro | Helenita        |
| Georges Rigaud      | Jacques Mendoza |
| Christian Gérard    | Georges         |
| Germaine Aussey     | Simone          |
| Marcelle Praince    | Liane d'Ysigny  |